# Пилятин
Пиля́тин (до 1947 — Берков) — село в Україні, у Козелецькій міській громаді Чернігівського району Чернігівського району Чернігівської області. Населення становить 306 осіб (2014). До 2016 орган місцевого самоврядування — Пилятинська сільська рада. 

## Історія
Поблизу села виявлено поселення доби бронзи, VIII—III ст. до н. е. та ранньослов’янське перших століть нашої ери.
Село носило назву Берків (Берков). За переказами назва села пішла від того, що один із його мешканців був шинкарем на прізвище Берко.
Село Берковъ було згадано в переписній книзі Малоросійського приказу (1666). Також поіменно згадано 34 жителі села (32 чоловіки та 2 вдови): 30 селянських дворів із тягловою худобою (44 вола та 3 коня) та 6 ґрунтових.
У 1947 році указом Президії Верховної Ради СРСР село Берків було перейменовано на Пилятин. Ця назва села пов'язана з назвою лісу, розміщеного на південному заході села. У цьому лісі в часи тимчасової німецької окупації дислокувався партизанський загін Козелеччини.
У часи німецької окупації в 1940-і через ліс на півночі від Пилятина між селами Ставиське та Козари радянськими військовополоненими було прокладено пряму дорогу. Місцеві жителі називають її «німецька дорога».
5 лютого 1965 року Указом Президії Верховної Ради Української РСР передано сільські ради Носівського району: Патютинську, Пилятинську, Ставиську та Хрещатенську — до складу Козелецького району.
1975 року Пилятинський колгосп «13-річчя Жовтня» було приєднано до колгоспу «ім. Ілліча» у Ставиському. 1972 року в Пилятині було 355 дворів та 1047 жителів, а у 8-річній школі навчалося 198 учнів, 1982 р. — уже 903 жителі та 117 учнів у школі, а станом на 1988 рік населення зменшилось до 685 жителів. 2008 року було закрито школу І-ІІ ступеня, зараз лише 22 школярі навчаються у школі в Козарах
22 травня 2016 року відбулося святкування дня села. Таке ж святкування напередодні свята Трійці відбулося 26 травня 2018 року.
12 червня 2020 року, відповідно до розпорядження Кабінету Міністрів України № 730-р «Про визначення адміністративних центрів та затвердження територій територіальних громад Чернігівської області», увійшло до складу Козелецької селищної громади.
19 липня 2020 року, в результаті адміністративно - територіальної реформи та ліквідації Козелецького району, село увійшло до складу Чернігівського району Чернігівської області.

## Політика

### Парламентські вибори, 2019
На позачергових парламентських виборах 2019 року у селі функціонувала окрема виборча дільниця № 740296, розташована у приміщенні будинку культури.
Результати
- зареєстровано 223 виборці, явка 72,65%, найбільше голосів віддано за «Слуга народу» і Всеукраїнське об'єднання «Батьківщина» — по 28,48%, за Радикальну партію Олега Ляшка — 11,39%[8]. В одномандатному окрузі найбільше голосів отримав Сергій Коровченко (самовисування) — 47,37%, за Бориса Приходька (самовисування) — 25,66%, за Олега Дмитренка (самовисування) — 6,58%[9].

## Населення

### Мова
Розподіл населення за рідною мовою за даними перепису 2001 року:
| Мова       | Кількість | Відсоток |
| ---------- | --------- | -------- |
| українська | 471       | 98.95%   |
| російська  | 5         | 1.05%    |
| Усього     | 476       | 100%     |